# Aglaia mackiana
Aglaia mackiana är en tvåhjärtbladig växtart som beskrevs av C. M. Pannell. Aglaia mackiana ingår i släktet Aglaia och familjen Meliaceae. Inga underarter finns listade i Catalogue of Life.